# Gannowka (Kaliningrad)
Gannowka (russisch Ганновка, deutsch Gerskullen, 1938 bis 1945 Gerslinden, litauisch Gerskuliai) ist ein Ort in der russischen Oblast Kaliningrad. Er gehört zur kommunalen Selbstverwaltungseinheit Stadtkreis Neman im Rajon Neman. Einen Kilometer vom nördlichen Ortsrand entfernt beginnt die Baustelle des Kernkraftwerks Neman.

## Geographische Lage
Gannowka liegt 15 Kilometer südöstlich der Rajonstadt Neman an der Kommunalstraße 27K-187, die Lunino mit Uslowoje und Wesnowo verbindet. Bis 1945 war Naujeningken/Neusiedel die nächste Bahnstation und lag an der heute nicht mehr betriebenen Bahnstrecke Sowetsk–Nesterow.

## Geschichte
Das ehemals Gerskullen genannte Dorf bestand vor 1945 aus einem sehr großen Gut und war 1785 ein königliches Domänen-Amt. Im Jahre 1874 wurde Gerskullen in den Amtsbezirk Lengwethen eingegliedert. Er wurde 1939 in „Amtsbezirk Hohensalzburg“ umbenannt, gehörte bis 1922 zum Kreis Ragnit, danach zum Landkreis Tilsit-Ragnit im Regierungsbezirk Gumbinnen der preußischen Provinz Ostpreußen.
Im Jahre 1910 waren in Gerskullen 212 Einwohner gemeldet. Ihre Zahl stieg – nach erfolgter Eingemeindung der Nachbardörfer Grauden (russisch: Bersarino, nicht mehr existent) im Jahre 1928 und Beinigkehmen (1938 bis 1946: Beiningen, russisch: Stschastliwoje, jetzt zu Lunino) im Jahre 1929 – bis 1933 auf 407 und betrug 1939 noch 401.
Im Jahre 1945 kam das am 3. Juni 1938 in „Gerslinden“ umbenannte Dorf mit dem nördlichen Ostpreußen zur Sowjetunion und erhielt 1947 die russische Bezeichnung Gannowka. Gleichzeitig wurde der Ort in den Dorfsowjet Malomoschaiski selski Sowet im Rajon Sowetsk eingeordnet und gelangte später in den Dorfsowjet bzw. Dorfbezirk Luninski selski Sowet (okrug). Von 2008 bis 2016 gehörte Gannowka zur Landgemeinde Luninskoje selskoje posselenije und seither zum Stadtkreis Neman.

## Kirche
Mit seiner fast ausnahmslos evangelischen Bevölkerung war Gerskullen resp. Gerslinden vor 1945 in das Kirchspiel der Kirche Lengwethen (der Ort hieß zwischen 1938 und 1946: Hohensalzburg, heute russisch: Lunino) eingepfarrt und gehörte somit zur Diözese Ragnit im Kirchenkreis Tilsit-Ragnit innerhalb der Kirchenprovinz Ostpreußen der Kirche der Altpreußischen Union. Heute liegt Gannowka im Einzugsgebiet der in den 1990er Jahren neu entstandenen evangelisch-lutherischen Gemeinde in Sabrodino (Lesgewangminnen, 1938 bis 1946 Lesgewangen) in der Propstei Kaliningrad (Königsberg) der Evangelisch-lutherischen Kirche Europäisches Russland.

## Persönlichkeiten
- Albert von Sperber (1836–1889), vor 1878 Rittergutsbesitzer in Gerskullen, Mitglied des Reichstags und auch des Preußischen Herrenhauses
- Emil von Sperber (* 25. Juni 1815 in Gerskullen; † 1880), Rittergutsbesitzer und Reichstagsabgeordneter
- Eugen von Sperber (* 1808, † 11. März 1879 auf Gut Gerskullen), Rittergutsbesitzer und Politiker (Konservative Partei)
- Hermann von Sperber (1840–1908), Rittergutsbesitzer in Gerskullen, Mitglied des Preußischen Herrenhauses